# Arturo Soria y Mata
Arturo Soria y Mata (Madrid, 15 de dezembro de 1844 — Madrid, 6 de novembro de 1920) foi um político, empresário e urbanista espanhol.
Concebeu a cidade linear em fins do século XIX, construindo um trecho de cinco quilómetros do seu modelo de cidade nos arredores de Madrid, Espanha.
Engenheiro espanhol especializado em trabalhos públicos, ocupou diversos cargos na administração da cidade Madri e desenvolveu a primeira linha de Tramways para a cidade em 1875 – sistema de linhas de transporte público comum e elevado e subterrâneo.
Publicou artigos no jornal “El Progresso”, abordando a questão dos problemas urbanos municipais. A proposta da cidade linear aparece pela primeira vez num desses artigos.
O Pensamento   A ideia da Cidade Linear de Sorio Y Mata baseia-se na expansão das cidades sobre território rural. O processo de “ruralização da vida urbana e urbanização da vida campestre”. Em 1833, num artigo tema: Cidade – problemática: condições das vias urbanas, insalubridade das habitações, sistema de saneamento e aumento da população, Sorio y Mata critica o congestionamento dos centros tradicionais com traçado radioconcêntrico. Seu pensamento racionalista aborda que o maior problema dos grandes centros está associado ao congestionamento das áreas centrais, ao fluxo e ao tráfego urbano.

## O Plano para a Cidade Linear
O Plano para a Cidade Linear desenvolveu um novo desenho urbano baseado na ruptura com o modelo de cidade convencional. A ideia central era a de propor uma cidade que se desenvolvesse ao longo de uma faixa com largura de cinquenta metros de largura (50m) em linha. Esta faixa funcionaria como artéria principal e a cidade ao longo dela receberia áreas arborizadas, margeada por duas faixas de terrenos urbanos. O eixo central seria percorrido por sistema de transporte férreo. O projeto de Lucio Costa para o Plano Piloto de Brasília segue essa ideia e surgiu a partir do sistema viário.

## A cidade de Arturo Sorio y Mata
A cidade idealizada por Sorio y Mata só é viável a partir do do momento da implantação de um sistema público de transporte mecânico eficiente. Seu crescimento deve ser ilimitado, seguindo linearmente. A concepção se baseia principalmente, na ideia de combater o problema do congestionamento da região central das cidades – para ele, a forma ideal é a linear, que possibilita, a redução do tempo gasto com o deslocamento, pois proporciona melhor distribuição dos serviços, locais de trabalho, áreas residenciais e etc., ao longo da faixa linear, evitando assim, o deslocamento maciço da população para um único local nos horários de trabalho (os de maior pico).
Em relação à morfologia, a faixa de terrenos adjacentes, deveria ser recortada por uma malha de ruas, com ruas transversais de 200m de comprimento e 20m de largura. Estas ruas seriam margeadas por outra faixa destinada a uso habitacional onde o lote mínimo teria 400m2 e as edificações só poderiam ocupar um quinto da área total – 80m2. Fora a edificação a metragem restante do terreno, deveriam ser ocupada por jardim e horta e esta área estaria localizada no fundo do terreno. As residências deveriam ser unifamiliares.
No plano da Cidade Linear, não existe setorização de usos, os edifícios administrativos e comerciais, se fundem aos habitacionais na malha urbana – existe o uso misto do solo.
A proposta abandona as estruturas tradicionais: quarteirão, praça. A dimensão simbólica está subordinada à dimensão técnica e o espaço público reduzido aos traçados de circulação e serviços – desconsidera a dimensão estética da cidade, submetendo o desenho urbano à dimensão técnica e privilegiando apenas um elemento do processo urbano: a CIRCULAÇÃO, determinando a configuração espacial na forma mais racional: a linha RETA.